# Dutaillyea
Dutaillyea es un género con seis especies de plantas de flores perteneciente a la familia Rutaceae. 

## Especies seleccionadas
- Dutaillyea amosensis
- Dutaillyea comptonii
- Dutaillyea longipes
- Dutaillyea poissonii
- Dutaillyea sessilifoliola
- Dutaillyea trifoliolata